# 3 000 mètres steeple aux championnats du monde d'athlétisme
Pour un article plus général, voir Championnats du monde d'athlétisme.
Le 3 000 mètres steeple masculin fait partie des épreuves inscrites au programme des premiers championnats du monde d'athlétisme, en 1983, à Helsinki. L'épreuve féminine fait sa première apparition en 2005 lors des mondiaux d'Helsinki.
Avec quatre médailles d'or remportées, le Kényan Ezekiel Kemboi est l'athlète le plus titré dans cette épreuve. Il devance son compatriote Moses Kiptanui (3 titres), le Qatarien Saif Saaeed Shaheen et l'autre kényan Conseslus Kipruto (2 titres).
Ezekiel Kemboi détient par ailleurs le record des championnats du monde avec 8 min 0 s 43, établi en finale des championnats du monde de 2009 à Berlin. Chez les femmes, la Kazakhe Norah Jeruto détient le record des championnats en 8 min 53 s 02, établi lors des Mondiaux de Eugene en 2022.

## Éditions
| Années | 83 | 87 | 91 | 93 | 95 | 97 | 99 | 01 | 03 | 05 | 07 | 09 | 11 | 13 | 15 | 17 | 19 | 22 | 23 | Total |
| ------ | -- | -- | -- | -- | -- | -- | -- | -- | -- | -- | -- | -- | -- | -- | -- | -- | -- | -- | -- | ----- |
| Hommes | X  | X  | X  | X  | X  | X  | X  | X  | X  | X  | X  | X  | X  | X  | X  | X  | X  | X  | X  | 19    |
| Femmes |    |    |    |    |    |    |    |    |    | X  | X  | X  | X  | X  | X  | X  | X  | X  | X  | 10    |

## Hommes

### Historique

#### 1983-1995

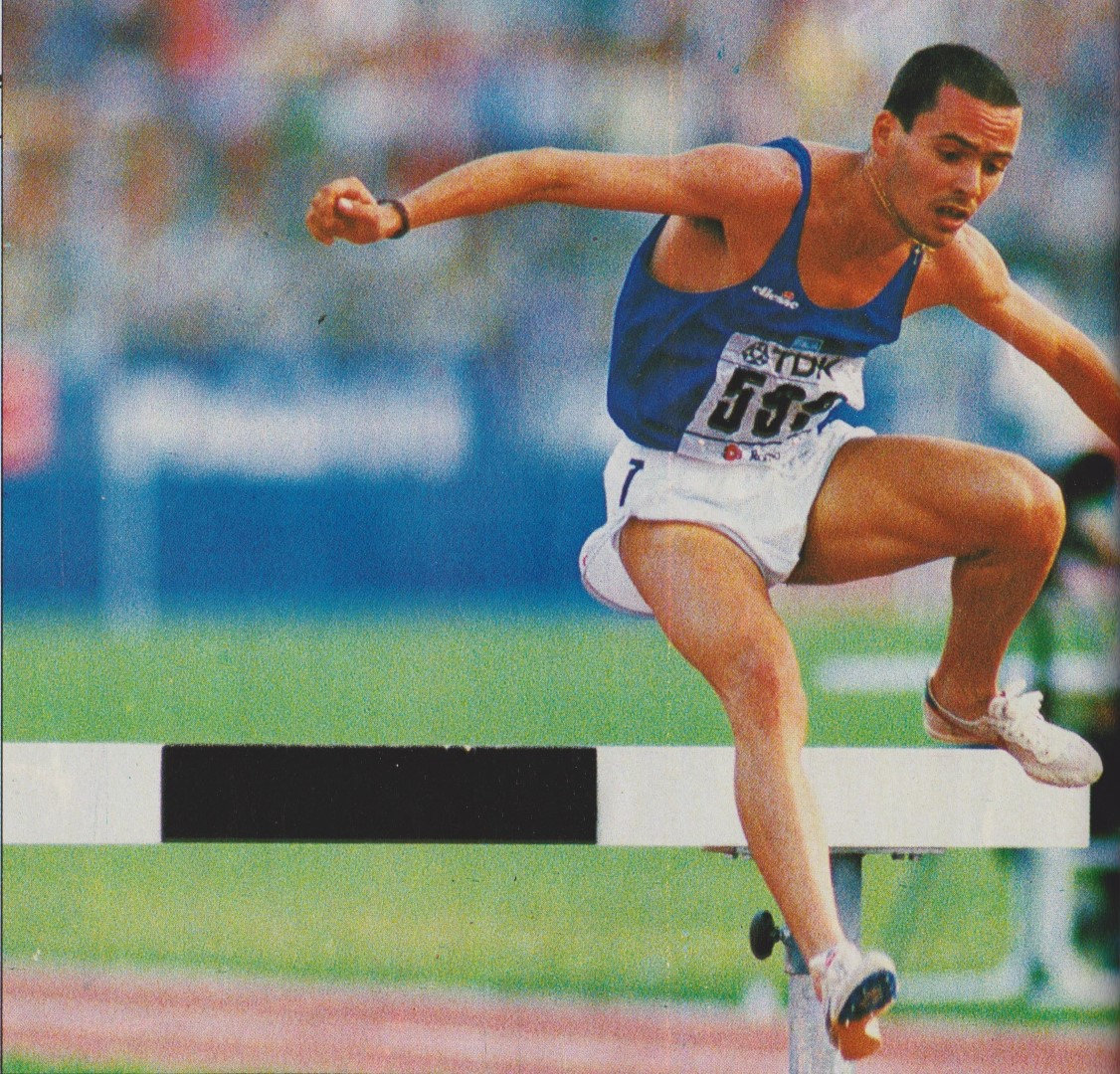
Francesco Panetta, champion du monde en 1987.

Lors des championnats du monde de 1983, à Helsinki, trois athlètes sont en tête à l'entame du dernier tour : l'Ouest-allemand Patriz Ilg, champion d'Europe en titre, le Polonais Bogusław Mamiński et l'Américain Henry Marsh. Alors que Marsh est en mesure de l'emporter, il heurte le dernier obstacle et s'affale sur la piste. Patriz Ilg remporte la course en 8 min 15 s 06, devant Bogusław Mamiński, deuxième en 8 min 17 s 03, le Britannique Colin Reitz s'adjugeant la médaille de bronze en 8 min 17 s 75. Henry Marsh prend la 8e place.
Quatre ans plus tard aux mondiaux de Rome, l'Italien Francesco Panetta décroche la médaille d'or, quelques jours après avoir remporté la médaille d'argent dans l'épreuve du 10 000 m. Il s'échappe dès le début de la course et maintient un rythme élevé dans les temps du record du monde, son adversaire principal, le Kényan Joshua Kipkemboi, chute au passage d'une barrière lors du 4e tour et abandonne la course. Panetta conclut la course en solitaire en 8 min 8 s 57, nouveau record des championnats du monde et quatrième meilleure performance de tous les temps, et devance l'Est-allemand Hagen Melzer, champion d'Europe en titre, qui se classe deuxième en 8 min 10 s 32. Le Belge William Van Dijck termine à la troisième place en 8 min 12 s 18.
Le Kényan Moses Kiptanui, révélation de l'année, remporte à dix-neuf ans le titre des championnats du monde de 1991 à Tokyo, dans le temps de 8 min 12 s 59, devançant de près d'une seconde son compatriote Patrick Sang (8 min 13 s 44) et de près de trois secondes l'Algérien Azzedine Brahmi  (8 min 15 s 54) alors que Francesco Panetta, le tenant du titre, se classe 8e de la finale. Moses Kiptanui est le premier athlète kényan titré aux mondiaux d'athlétisme dans l'épreuve du steeple.
Détenteur depuis 1992 du record du monde en 8 min 2 s 08, Moses Kiptanui conserve son titre lors des mondiaux de 1993 à Stuttgart en améliorant de plus de deux secondes le record des championnats en 8 min 6 s 36. Il devance comme à Tokyo deux ans plus tôt Patrick Sang, médaillé d'argent en 8 min 7 s 53, l'Italien Alessandro Lambruschini remportant la médaille de bronze en 8 min 8 s 78. Le Kényan Matthew Birir, champion olympique l'année passée à Barcelone, échoue au pied du podium.
Moses Kiptanui décroche un troisième titre mondial d'affilée à l'occasion des championnats du monde de 1995 à Göteborg. En tête de la course du début la fin, il s'impose dans le temps de 8 min 4 s 16, performance constituant la meilleure performance mondiale de l'année, un nouveau record des championnats mais également la troisième meilleure performance de tous les temps. Le Kényan Christopher Kosgei, qui avait battu Kiptanui quelques semaines plus tôt à Stockholm, se classe deuxième en 8 min 9 s 30, devant le Saoudien Saad Shaddad al-Asmari qui établit un nouveau record d'Asie en 8 min 12 s 95. Matthew Birir, le troisième kényan, est victime d'une chute dans le dernier tour alors qu'il était en course pour le podium.

#### 1997-2005

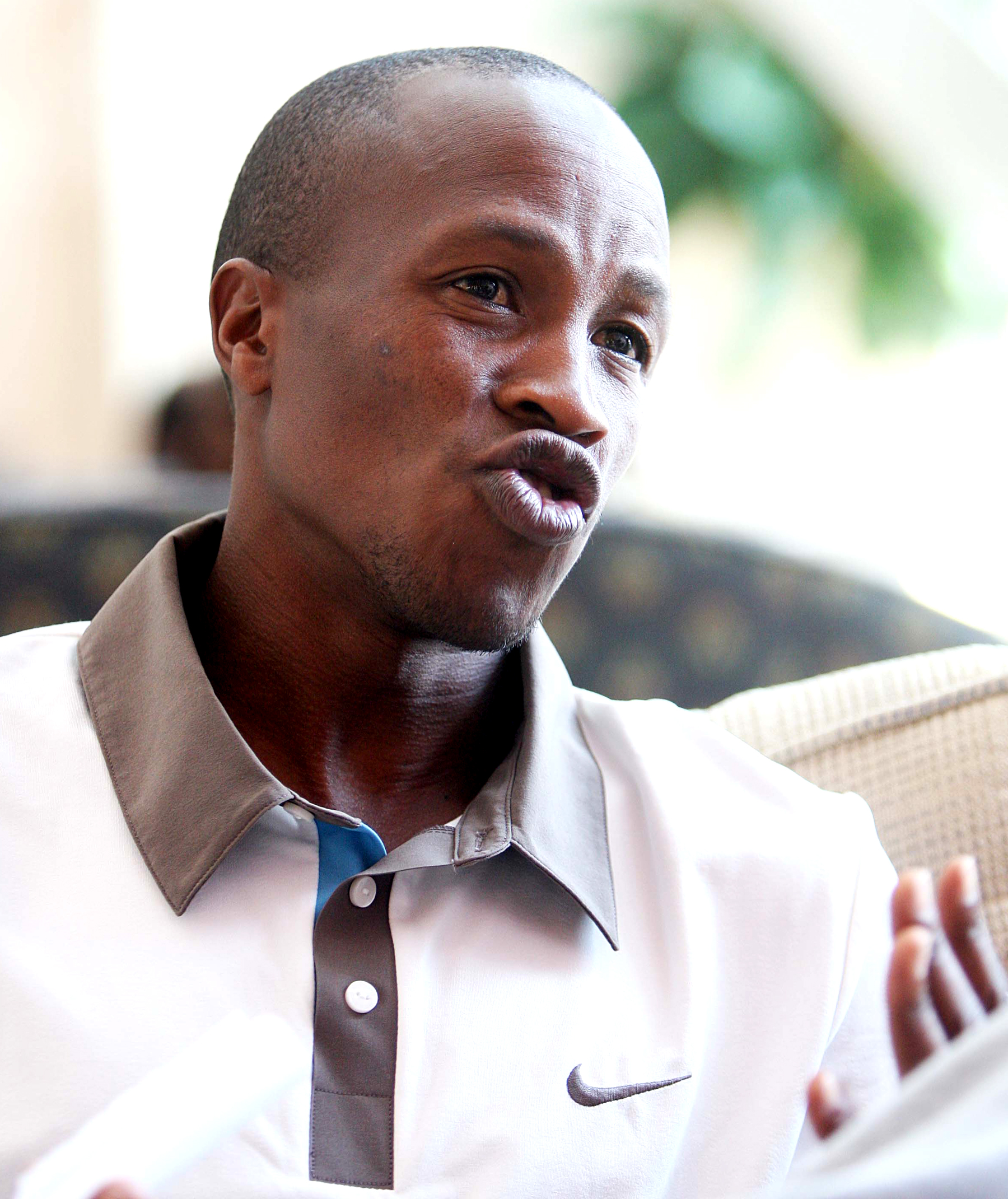
Saif Saaeed Shaheen, champion du monde en 2003 et 2005.

Moses Kiptanui, qui est devenu en 1995 le premier athlète à descendre sous les 8 minutes sur 3 000 m steeple, mais qui a été battu par son compatriote Joseph Keter lors des Jeux olympiques d'Atlanta l'année passée, participe aux championnats du monde de 1997, à Athènes, afin de décrocher son quatrième titre planétaire. Kiptanui, qui mène le train durant la quasi-totalité de la course, est finalement dépassé par son compatriote Wilson Boit Kipketer au passage du dernier obstacle et termine deuxième à 20/100e de seconde de Kipketer, vainqueur en 8 min 5 s 84. Le Kenya réalise un triplé inédit puisque Bernard Barmasai décroche la médaille de bronze en 8 min 6 s 04.
Quatre athlète kényans participent à la finale des championnats du monde 1999 à Séville. Portant une attaque dans le dernier tour, Christopher Kosgei parvient à conserver son avance jusqu'à la ligne d'arrivée en s'imposant dans le temps de 8 min 11 s 76, devant le tenant du titre et détenteur du record du monde Wilson Boit Kipketer, médaillé d'argent en 8 min 12 s 09 et le Marocain Ali Ezzine, médaillé de bronze en 8 min 12 s 73. Les deux autres kényans Bernard Barmasai et Paul Kosgei se classent respectivement 5e et 7e de la course.
Disputée dans des conditions venteuses, la finale des mondiaux d'Edmonton en 2001 est remportée par le Kényan Reuben Kosgei, déjà champion olympique l'année passé à Sydney, qui franchit la ligne d'arrivée en 8 min 15 s 16. Ali Ezzine, qui effectue une fin de course très rapide, décroche la médaille d'argent en 8 min 16 s 21, coiffant sur le fil Bernard Barmasai, troisième en 8 min 16 s 59. Raymond Yator, le troisième kényan, chute lors du franchissement de la dernière rivière alors qu'il était en tête de la course avec ses deux coéquipiers.
Lors des championnats du monde 2003 à Paris, Saif Saaeed Shaheen, Kényan naturalisé Qatarien quelques jours seulement avant le début des compétitions, remporte la médaille d'or en 8 min 4 s 39, devant son ancien compatriote Ezekiel Kemboi (8 min 5 s 11) qui était encore à la lutte pour le titre avant dernier obstacle, et l'Espagnol Eliseo Martín (8 min 9 s 09). Le Français Bouabdellah Tahri termine au pied du podium alors que le tenant du titre Reuben Kosgei ne termine pas la course.
Détenteur du record du monde depuis septembre 2004, Saif Saaeed Shaheen remporte sous la pluie son deuxième titre mondial d'affilée à l'occasion des Mondiaux 2005 d'Helsinki. Shaheen qui porte une accélération décisive dans le dernier tour, conclut la course en 8 min 13 s 31 et devance Ezekiel Kemboi, champion olympique en titre, qui décroche une nouvelle médaille d'argent en 8 min 14 s 95. Brimin Kipruto se classe troisième de la finale en devançant de 2/100e de seconde seulement le Marocain Brahim Boulami.

#### 2007-2015

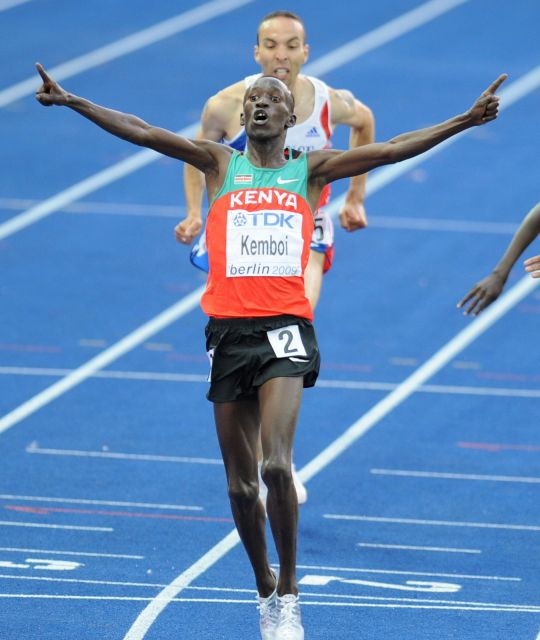
Ezekiel Kemboi remporte quatre titres mondiaux consécutifs, de 2009 à 2015, après avoir obtenu trois médailles d'argent de 2003 à 2007.

Lors des Mondiaux d'Osaka en 2007, Brimin Kipruto se détache de ses adversaires après le franchissement de la dernière rivière et s'impose en 8 min 13 s 2, devant Ezekiel Kemboi qui remporte sa troisième médaille d'argent consécutive, et l'autre Kényan Richard Mateelong, revenu sur le Suédois Mustafa Mohamed dans les derniers mètres. Saif Saaeed Shaheen, double tenant du titre, est absent de ces championnats pour cause de blessure. Il s'agit du deuxième triplé kényan dans cette épreuve.
En 2009 à Berlin, Ezekiel Kemboi décroche enfin le titre mondial du steeple. En tête de course à l’entame du dernier tour, Kemboi, Paul Kipsiele Koech, Richard Mateelong et Bouabdellah Tahri possèdent une dizaine de secondes d'avance sur leurs poursuivants. Kemboi accélère à 200 m de l'arrivée et s'impose en 8 min 0 s 43, nouveau record des championnats du monde, devançant de peu Richard Mateelong qui bat son record personnel en 8 min 0 s 89. Bouabdellah Tahri se classe troisième de la course en établissant un nouveau record d'Europe en 8 min 1 s 18. Paul Kipsiele Koech termine au pied du podium alors que le quatrième Kényan de la finale, le champion olympique 2008 Brimin Kipruto, prend la 7e place.
Favori des Mondiaux de Daegu en 2011, Ezekiel Kemboi conserve son titre planétaire et devient le troisième athlète après Kiptanui et Shaheen à remporter deux titres de champion du monde sur 3 000 m steeple. Il s'impose avec le temps de 8 min 14 s 85 après s'être détaché de ses adversaires à 200 m de l'arrivée, devançant de plus d'une seconde Brimin Kipruto, deuxième en 8 min 16 s 05. Mahiedine Mekhissi-Benabbad s'assure de la médaille de bronze en devançant dans les derniers mètres Bouabdellah Tahri,.
Champion olympique en 2012 à Londres, Ezekiel Kemboi égale Moses Kiptanui en décrochant une troisième couronne mondiale en 2013 lors des Mondiaux de Moscou. À la lutte avec son compatriote Conseslus Kipruto et Mahiedine Mekhissi-Benabbad avant la dernière rivière, il fait la différence sur ses adversaires dans la dernière ligne droite et coupe la ligne d'arrivée en 8 min 6 s 01, devant Kipruto, deuxième en 8 min 6 s 37 et Mekhissi-Benabbad, troisième en 8 min 7 s 86, sa deuxième médaille de bronze consécutive,.
Lors des championnats du monde 2015, à Pékin, Ezekiel Kemboi remporte son quatrième titre mondial consécutif — et sa septième médaille de rang lors de cette compétition — et dépasse désormais Moses Kiptanui au palmarès. Auteur d'une accélération brutale avant le dernier virage, il parvient à lâcher l'Américain Evan Jager, auteur de 8 min 0 s 45 quelques semaines plus tôt à Paris malgré une chute, et ses trois compatriotes Conseslus Kipruto, Jairus Birech et Brimin Kipruto. Il s'impose en 8 min 11 s 28, Conseslus Kipruto remportant la médaille d'argent en 8 min 12 s 38 et Brimin Kipruto le bronze en 8 min 12 s 54, la quatrième médaille de sa carrière. Jairus Birech et Evan Jager prennent respectivement les 4e et 6e places.

#### Depuis 2017

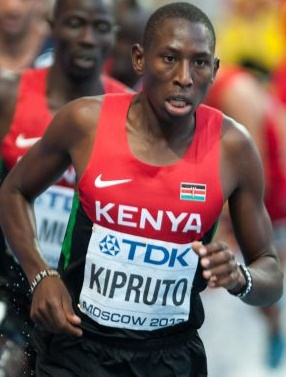
Conseslus Kipruto, champion du monde en 2017 et 2019.

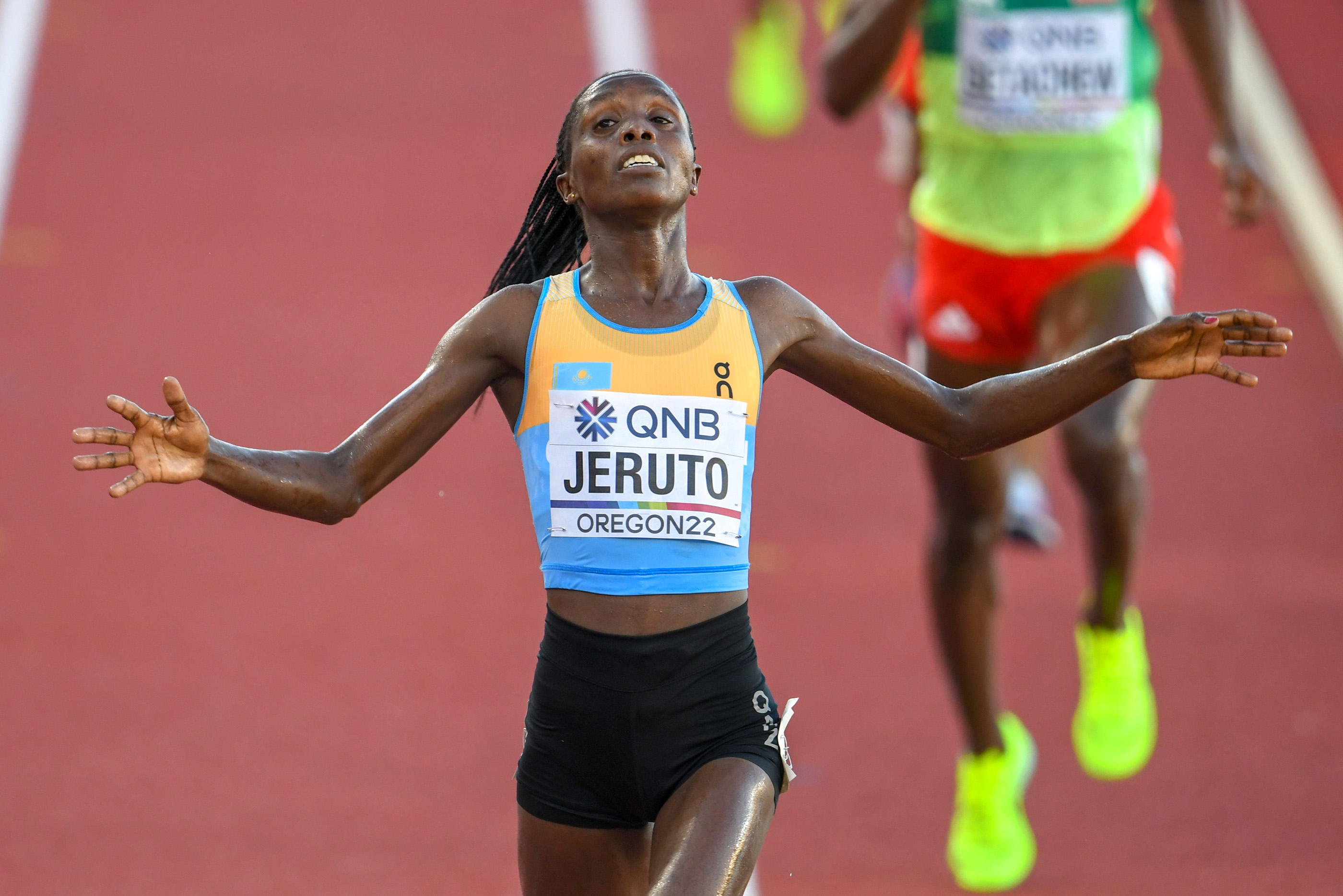
Norah Jeruto, championne du monde en 2022.

Aux championnats du monde de Londres en 2017, Conseslus Kipruto, champion olympique à Rio de Janeiro l'année précédente, est sacré pour la première fois de sa carrière champion du monde en 8 min 14 s 12 et met fin à l'hégémonie d'Ezekiel Kemboi, quadruple tenant du titre. Ce dernier termine seulement 11e de la course, alors qu'il avait toujours remporté une médaille aux championnats du monde depuis 2003. Le Marocain Soufiane El Bakkali prend la deuxième place en 8 min 14 s 49 et Evan Jager la troisième en 8 min 15 s 53, devenant ainsi le premier Américain médaillé sur cette distance aux championnats du monde. Mahiedine Mekhissi-Benabbad échoue au pied du podium.
À Doha en 2019, Conseslus Kipruto conserve son titre en établissant la meilleure performance mondiale de l'année en 8 min 1 s 35, devançant d'un centième de seconde seulement le jeune Éthiopien de 18 ans Lamecha Girma, médaillé d’argent en 8 min 1 s 36 (nouveau record national). Soufiane El Bakkali décroche quant à lui la médaille de bronze (8 min 3 s 76), sa deuxième médaille mondiale consécutive . L'Éthiopien Getnet Wale et le Français Djilali Bedrani battent leur record personnel et se classent respectivement 4e et 5e de la finale.
Lors des championnats du monde 2022 à Eugene, Soufiane el-Bakkali établit le meilleur temps des séries en 8 min 16 s 65, et décroche trois jours plus tard le titre mondial après avoir fait la différence sur ses adversaires après la dernière rivière dans une course tactique qu'il remporte en 8 min 25 s 13. Il devance de près d'une seconde, comme à Tokyo l'année passée, Lamecha Girma, ainsi que le tenant du titre Conseslus Kipruto. Il devient le premier athlète non-natif du Kenya à remporter la médaille d'or du steeple depuis l'Italien Francesco Panetta en 1987, et met fin à l'hégémonie kényane titrée de 2007 à 2019.

### Palmarès
| Édition | Or                                | Argent                             | Bronze                                    |
| ------- | --------------------------------- | ---------------------------------- | ----------------------------------------- |
| 1983    | Patriz Ilg 8 min 15 s 06          | Bogusław Mamiński 8 min 17 s 03    | Colin Reitz 8 min 17 s 75                 |
| 1987    | Francesco Panetta 8 min 8 s 57    | Hagen Melzer 8 min 10 s 32         | William Van Dijck 8 min 12 s 18           |
| 1991    | Moses Kiptanui 8 min 12 s 59      | Patrick Sang 8 min 13 s 44         | Azzedine Brahmi 8 min 15 s 54             |
| 1993    | Moses Kiptanui 8 min 6 s 36       | Patrick Sang 8 min 7 s 53          | Alessandro Lambruschini 8 min 8 s 78      |
| 1995    | Moses Kiptanui 8 min 4 s 16       | Christopher Kosgei 8 min 9 s 30    | Saad Shaddad al-Asmari 8 min 12 s 95      |
| 1997    | Wilson Boit Kipketer 8 min 5 s 84 | Moses Kiptanui 8 min 6 s 04        | Bernard Barmasai 8 min 6 s 04             |
| 1999    | Christopher Kosgei 8 min 11 s 76  | Wilson Boit Kipketer 8 min 12 s 09 | Ali Ezzine 8 min 12 s 73                  |
| 2001    | Reuben Kosgei 8 min 15 s 16       | Ali Ezzine 8 min 16 s 21           | Bernard Barmasai 8 min 16 s 59            |
| 2003    | Saif Saaeed Shaheen 8 min 4 s 39  | Ezekiel Kemboi 8 min 5 s 11        | Eliseo Martín 8 min 9 s 09                |
| 2005    | Saif Saaeed Shaheen 8 min 13 s 31 | Ezekiel Kemboi 8 min 14 s 95       | Brimin Kipruto 8 min 15 s 30              |
| 2007    | Brimin Kipruto 8 min 13 s 82      | Ezekiel Kemboi 8 min 16 s 94       | Richard Mateelong 8 min 17 s 59           |
| 2009    | Ezekiel Kemboi 8 min 0 s 43       | Richard Mateelong 8 min 0 s 89     | Bouabdellah Tahri 8 min 1 s 18            |
| 2011    | Ezekiel Kemboi 8 min 14 s 85      | Brimin Kipruto 8 min 16 s 05       | Mahiedine Mekhissi-Benabbad 8 min 16 s 09 |
| 2013    | Ezekiel Kemboi 8 min 6 s 01       | Conseslus Kipruto 8 min 6 s 37     | Mahiedine Mekhissi-Benabbad 8 min 7 s 86  |
| 2015    | Ezekiel Kemboi 8 min 11 s 28      | Conseslus Kipruto 8 min 12 s 38    | Brimin Kipruto 8 min 12 s 54              |
| 2017    | Conseslus Kipruto 8 min 14 s 12   | Soufiane el-Bakkali 8 min 14 s 49  | Evan Jager 8 min 15 s 53                  |
| 2019    | Conseslus Kipruto 8 min 1 s 35    | Lamecha Girma 8 min 1 s 36         | Soufiane el-Bakkali 8 min 3 s 76          |
| 2022    | Soufiane el-Bakkali 8 min 25 s 13 | Lamecha Girma 8 min 26 s 01        | Conseslus Kipruto 8 min 27 s 92           |
| 2023    | Soufiane el-Bakkali 8 min 3 s 53  | Lamecha Girma 8 min 5 s 44         | Abraham Kibiwot 8 min 11 s 98             |

### Multiples médaillés
| Rang | Athlète                     | Pays     | Période   | Or | Argent | Bronze | Total |
| ---- | --------------------------- | -------- | --------- | -- | ------ | ------ | ----- |
| 1    | Ezekiel Kemboi              | Kenya    | 2003-2015 | 4  | 3      | 0      | 7     |
| 2    | Moses Kiptanui              | Kenya    | 1991–1997 | 3  | 1      | 0      | 4     |
| 3    | Conseslus Kipruto           | Kenya    | 2013–2022 | 2  | 2      | 1      | 5     |
| 4    | Soufiane el-Bakkali         | Maroc    | 2017–2023 | 2  | 1      | 1      | 4     |
| 5    | Saif Saaeed Shaheen         | Bahreïn  | 2003-2005 | 2  | 0      | 0      | 2     |
| 6    | Brimin Kipruto              | Kenya    | 2005–2015 | 1  | 1      | 2      | 4     |
| 7=   | Christopher Kosgei          | Kenya    | 1995-1999 | 1  | 1      | 0      | 2     |
| 7=   | Wilson Boit Kipketer        | Kenya    | 1997-1999 | 1  | 1      | 0      | 2     |
| 9    | Lamecha Girma               | Éthiopie | 2019–2022 | 0  | 3      | 0      | 3     |
| 10   | Patrick Sang                | Kenya    | 1991–1993 | 0  | 2      | 0      | 2     |
| 11=  | Ali Ezzine                  | Maroc    | 1999–2001 | 0  | 1      | 1      | 2     |
| 11=  | Richard Mateelong           | Kenya    | 2007–2009 | 0  | 1      | 1      | 2     |
| 12=  | Bernard Barmasai            | Kenya    | 1997–2001 | 0  | 0      | 2      | 2     |
| 12=  | Mahiedine Mekhissi-Benabbad | France   | 2011–2013 | 0  | 0      | 2      | 2     |

### Records des championnats
| Temps         | Athlète           | Lieu      | Date             |
| ------------- | ----------------- | --------- | ---------------- |
| 8 min 26 s 63 | Julius Korir      | Helsinki  | 9 août 1983      |
| 8 min 22 s 78 | Colin Reitz       | Helsinki  | 9 août 1983      |
| 8 min 20 s 81 | Bogusław Mamiński | Helsinki  | 10 août 1983     |
| 8 min 15 s 06 | Patriz Ilg        | Helsinki  | 12 août 1983     |
| 8 min 8 s 57  | Francesco Panetta | Rome      | 5 septembre 1987 |
| 8 min 6 s 36  | Moses Kiptanui    | Stuttgart | 21 août 1993     |
| 8 min 4 s 16  | Moses Kiptanui    | Göteborg  | 11 août 1995     |
| 8 min 0 s 43  | Ezekiel Kemboi    | Berlin    | 18 août 2009     |

## Femmes

### Historique

#### 2005-2015

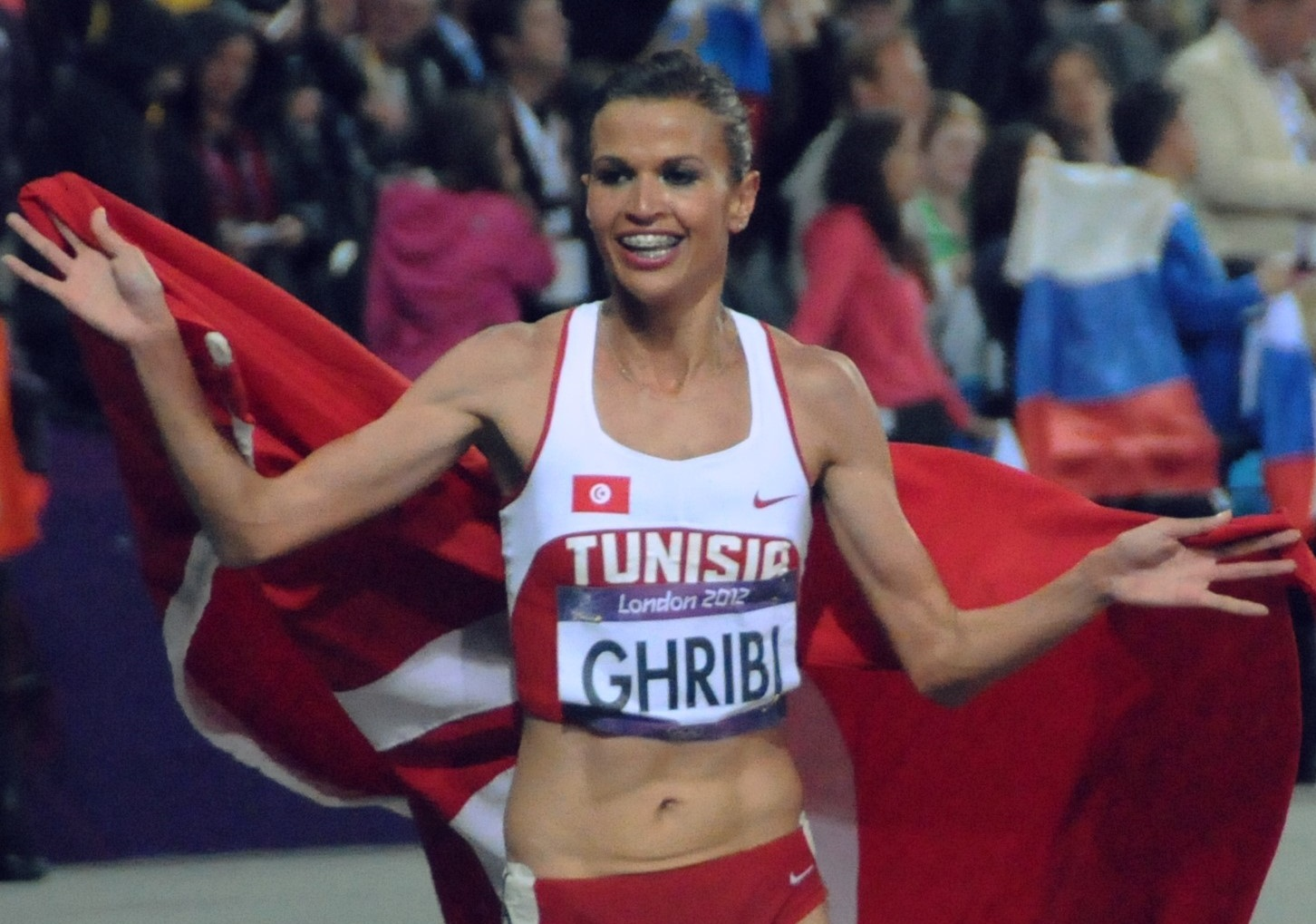
Habiba Ghribi, championne du monde du 3000 m steeple en 2011.

Pour la première apparition du 3 000 m steeple féminin aux championnats du monde à Helsinki en 2005, la victoire revient à l'Ougandaise Docus Inzikuru en 9 min 18 s 24, devant la Russe Yekaterina Volkova et la Kényane Jeruto Kiptum.
A Osaka en 2007, Yekaterina Volkova s'impose en établissant un nouveau record des championnats en 9 min 6 s 57, deux ans après avoir glané la médaille d'argent sur la même distance. Sa compatriote Tatyana Petrova et la Kényane Eunice Jepkorir complètent le podium.
Aux championnats du monde de Berlin en 2009, la course est initialement remportée par l'Espagnole Marta Dominguez mais celle-ci est déchue de son titre en novembre 2015 pour irrégularité sur son passeport biologique. La médaille d'or est donc réattribuée à la Russe Yuliya Zaripova, la médaille d'argent à la Kényane Milcah Cheywa et la médaille de bronze à la Russe Gulnara Galkina.
Aux Mondiaux de Daegu en 2011, Yuliya Zaripova décroche dans un premier temps le titre mondial mais en 2015, elle est suspendue pour d'importantes irrégularités révélées dans son passeport biologique, et se voit retirer en 2016 sa médaille d'or mondiale. Le titre revient donc à la Tunisienne Habiba Ghribi, qui devient la première championne du monde tunisienne dans cette compétition. À la suite du déclassement de la Russe, Milcah Cheywa gagne sa deuxième médaille d'argent consécutive et Mercy Njoroge monte sur la troisième marche du podium.
Lors des championnats du monde de Moscou en 2013, Milcah Cheywa devient la première Kényane championne du monde de la distance en 9 min 11 s 65, meilleure performance mondiale de l'année. Elle remporte ainsi sa troisième médaille planétaire, un record, devant sa compatriote Lydia Chepkurui (9 min 12 s 55) et l'Ethiopienne Sofia Assefa (9 min 12 s 84).
A Pékin en 2015, la Kényane Hyvin Jepkemoi s'impose de justesse en 9 min 19 s 11, avec 13 centièmes de seconde d'avance sur la championne du monde 2011 Habiba Ghribi et 14 centièmes d'avance sur l'Allemande Gesa Krause.

#### Depuis 2017
Aux championnats du monde de Londres en 2017, les Américaines Emma Coburn et Courtney Frerichs créent la surprise en montant respectivement sur les première et deuxième marches du podium devant les favorites kényanes. Coburn s'impose en 9 min 2 s 58, nouveau record des Championnats, tandis que Frerichs bat son record personnel de quasiment 16 secondes pour l'établir à 9 min 3 s 77. La tenante du titre Hyvin Jepkemoi termine à la troisième place en 9 min 4 s 03, devant sa compatriote Beatrice Chepkoech qui avait manqué le passage à la rivière lors du deuxième tour.
La domination kényane reprend à l'occasion des championnats du monde de Doha en 2019 avec la victoire de Beatrice Chepkoech, quatrième en 2017. Cette dernière fait toute la course seule en tête pour s'imposer en 8 min 57 84, nouveau record des Championnats du monde, devant la tenante du titre Emma Coburn et l'Allemande Gesa Krause, laquelle décroche sa deuxième médaille de bronze sur la distance après celle de 2015.
Norah Jeruto, naturalisée Kazakhe en 2022, remporte la médaille d'or du 3 000 m steeple lors des championnats du monde 2022 à Eugene, en s'imposant dans le temps de 8 min 53 s 02, nouveau record des championnats, après avoir mené la course pratiquement du début à la fin. Elle devance les Éthiopiennes Werkuha Getachew et Mekides Abebe. L'Ougandaise Peruth Chemutai, championne olympique en 2021 à Tokyo, termine à la 11e place.

### Palmarès
| Édition | Or                               | Argent                           | Bronze                              |
| ------- | -------------------------------- | -------------------------------- | ----------------------------------- |
| 2005    | Docus Inzikuru 9 min 18 s 24     | Yekaterina Volkova 9 min 20 s 49 | Jeruto Kiptum 9 min 26 s 95         |
| 2007    | Yekaterina Volkova 9 min 6 s 57  | Tatyana Petrova 9 min 9 s 19     | Eunice Jepkorir 9 min 20 s 09       |
| 2009    | Yuliya Zaripova 9 min 8 s 39     | Milcah Cheywa 9 min 8 s 57       | Gulnara Galkina 9 min 11 s 09       |
| 2011    | Habiba Ghribi 9 min 11 s 97      | Milcah Cheywa 9 min 17 s 16      | Mercy Njoroge 9 min 17 s 88         |
| 2013    | Milcah Cheywa 9 min 11 s 65      | Lydia Chepkurui 9 min 12 s 55    | Sofia Assefa 9 min 12 s 84          |
| 2015    | Hyvin Jepkemoi 9 min 19 s 11     | Habiba Ghribi 9 min 19 s 24      | Gesa Felicitas Krause 9 min 19 s 25 |
| 2017    | Emma Coburn 9 min 2 s 58         | Courtney Frerichs 9 min 3 s 77   | Hyvin Jepkemoi 9 min 4 s 03         |
| 2019    | Beatrice Chepkoech 8 min 57 s 84 | Emma Coburn 9 min 2 s 35         | Gesa Krause 9 min 3 s 30            |
| 2022    | Norah Jeruto 8 min 53 s 02       | Werkuha Getachew 8 min 54 s 61   | Mekides Abebe 8 min 56 s 08         |
| 2023    | Winfred Yavi 8 min 54 s 29       | Beatrice Chepkoech 8 min 58 s 98 | Faith Cherotich 9 min 0 s 69        |

### Multiples médaillées
| Rang | Athlète            | Pays       | Période   | Or | Argent | Bronze | Total |
| ---- | ------------------ | ---------- | --------- | -- | ------ | ------ | ----- |
| 1    | Milcah Cheywa      | Kenya      | 2009–2013 | 1  | 2      | 0      | 3     |
| 2=   | Yekaterina Volkova | Russie     | 2005-2007 | 1  | 1      | 0      | 2     |
| 2=   | Habiba Ghribi      | Tunisie    | 2011-2015 | 1  | 1      | 0      | 2     |
| 2=   | Emma Coburn        | États-Unis | 2017-2019 | 1  | 1      | 0      | 2     |
| 2=   | Beatrice Chepkoech | Kenya      | 2019-2023 | 1  | 1      | 0      | 2     |
| 6    | Hyvin Jepkemoi     | Kenya      | 2015-2017 | 1  | 0      | 1      | 2     |

### Records des championnats
| Temps         | Athlète             | Lieu     | Date              |
| ------------- | ------------------- | -------- | ----------------- |
| 9 min 32 s 96 | Yelena Zadorozhnaya | Helsinki | 6 août 2005       |
| 9 min 27 s 85 | Dorcus Inzikuru     | Helsinki | 6 août 2005       |
| 9 min 18 s 24 | Dorcus Inzikuru     | Helsinki | 8 août 2005       |
| 9 min 6 s 57  | Yekaterina Volkova  | Osaka    | 27 août 2007      |
| 9 min 2 s 58  | Emma Coburn         | Londres  | 11 août 2017      |
| 8 min 57 s 84 | Beatrice Chepkoech  | Doha     | 30 septembre 2019 |
| 8 min 53 s 02 | Norah Jeruto        | Eugene   | 20 juillet 2022   |